# Umbellatae (Bulbophyllum)
Umbellatae es una sección del género Bulbophyllum perteneciente a la familia de las orquídeas.
Las especies se encuentran en Asia.

## Especies
1. Bulbophyllum aureum (Hook. f.) J.J. Sm. 1912 India.
2. Bulbophyllum caudatum Lindley 1829 southeastern Xizang province of China, northeastern India, Nepal y Sikkim.
3. Bulbophyllum delitescens Hance 1876 southern China, Vietnam, Hong Kong, Tailandia e India.
4. Bulbophyllum elatum (Hook.f.) J.J.Sm. 1912Assam India, eastern Himalayas, Nepal, Bhutan, Sikkim y Vietnam.
5. Bulbophyllum farreri (W.W.Sm.) Seidenf. 1973 publ. 1974 Yunnan province of China, Vietnam y Myanamar.
6. Bulbophyllum funingense Z.H.Tsi & H.C.Chen 1981 southeastern Yunnan China.
7. Bulbophyllum guttulatum [Hooker]Balakr. 1970 western Himalayas, Assam, Eastern Himalayas, Nepal, Bhutan, Sikkim, Myanamar y Vietnam.
8. Bulbophyllum japonicum [Makino] Makino 1910 Japan, China y Taiwán.
9. Bulbopyllum lasiochilum Parish & Rchb.f 1874 India, Myanamar, Thailand y Malaysia.
10. Bulbophyllum macraei (Lindl.) Rchb. f. 1861 Ceylon, Japan, Taiwán, Vietnam e India.
11. Bulbophyllum mysorense J.J. Sm. 1912 India
12. Bulbophyllum retusiusculum Rchb. f. 1869 China, Nepal, eastern Himalayas, Assam India, Bhutan, Sikkim, Myanamar, Thailand, Malaysia, Laos, Vietnam, y Taiwán.
13. Bulbophyllum socordine J.J.Verm. & Cootes 2008 the Philippines.
14. Bulbophyllum thaiorum J.J.Smith 1912 Thailand, Myanamar y Vietnam.
15. Bulbophyllum tigridum Hance 1883 China, Hong Kong y Taiwán.
16. Bulbophyllum umbellatum Lindley 1830 western Himalayas, eastern Himalayas, Assam, India, Nepal, Bhutan, Myanamar, Thailand, Southern China.
17. Bulbophyllum unciniferum Seidenf. 1973 southern Yunnan China y northern Thailand.
18. Bulbophyllum violaceolabellum Seidenf. 1981Yunnan China y Laos.